# Almsted
Almsted er en lille landsby midt på Als med under 200 indbyggere. Den har 36 huse og gårde. Det er beliggende i Sønderborg Kommune og hører med under Region Syddanmark. Der er 14 km til Sønderborg, 6 km til Augustenborg og 3 km til Fynshav. Der er desuden kun 4 km til den 700 ha store Nørreskoven, der følger Als's kystlinie over ca. 9 km.

## Infrastruktur
Almsted har kun en gade, dog med snoninger og stikveje og gaden har derfor navn efter bebyggelsen. Primærrute 8 mellem Tønder og Nyborg ligger umiddelbart syd for landsbyen.

### Digerne i Almsted
Der har tidligere været mange stendiger langs de krogede veje i bebyggelsen og et stykke på lidt over 80 meter er blevet genopført i sommeren 2010 .

## Historie
Almsteds historie går adskillige århundreder tilbage, men den ældste nuværende bygning er fra 1726 (nr.33). I alt er 20 af landsbyens huse fra før 1900. Bebyggelsens navn menes at være ældre end vikingetid . Ifølge Trap Danmark fra 1930 nævnes bebyggelsen i 1245 som Halmstad .

### Befolkning
| År   | Indbyggere |
| ---- | ---------- |
| 1803 | 251        |
| 1845 | 194        |
| 1855 | 216        |
| 1921 | 147        |
| 1925 | 156        |

Der har tidligere været langt flere indbyggere i Almsted end hvad tilfældet er i dag. Dette skyldes især de mange gårde, som tidligere havde stort behov for tjenestefolk. Disse var også talt med i folketællingerne, som tallene stammer fra.

### Russere i Almsted
Under 1. verdenskrig fik Almsted tilsendt flere russiske krigsfanger. Dette skyldes, at Sønderjylland på den tid var tysk og derfor skulle mændene også i Almsted gøre tjeneste som tyske soldater ved fronten. Som erstatning for dem, fik landbruget gratis arbejdskraft ved russiske krigsfanger. De første ankom til Almsted i foråret 1915 og blev der til februar 1919. I alt kom der 10 russere til bebyggelsen. En mindesten for en af disse, Dimitri Nikoforovitj Harytkin fra Rubnioe, Rusland, er rejst nær landsbyen .

### Martin N. Hansen
Almsted er flere gange blevet nævnt i sange og digte af den lokale forfatter Martin N. Hansen. Der er ved hovedvejen rejst et minde om ham, med forskellige uddrag af hans værker. Bl.a. et digt om hanen i Almsted:
| Citat | E kokk' i Almstej di er så søvne, og åll'e høns hærr et trøvsomt løvned, så tidle hamrer den gammel smej, te ingen kokke kan sov' i frej . | Citat |
|       | |       |